# Nen-ryū
La Nen-ryū (念流) est une école japonaise d'arts martiaux (koryū) qui aurait été fondée en 1368 par le samouraï Sōma Shiro Yoshimoto (fl. XIVe siècle) dans ce qui correspond à l'actuelle préfecture de Nagano. Elle figure dans le répertoire « Nihon Kengo Hyaku Sen » comme étant le premier style codifié de kenjutsu.

## Histoire et postérité

### Création
L'école était dédiée au maniement du katana. Elle aurait été fondée par Sōma Shiro Yoshimoto (aussi connu sous le nom bouddhiste de Nen Ami (念 阿弥) (ou Nennami), Jion (慈恩)) au XIVe siècle après que celui-ci ait appris l'art du sabre et des armes sur le Mont Kurama à partir de l'âge de 10 ans afin de venger son père, assassiné alors qu'il avait cinq ans. Son (ou ses) professeur(s) étai(en)t un moine (ou des moines) connaissant les techniques de sabre connues sous le nom de Hangan-ryū (et/ou Kyô Hachi-ryū ?) aux racines chinoises (Situo Lianzhen, ou, en japonais, Shitaku Gantei). Une fois que sa vengeance fut accomplie, il s'installa en 1408 au temple Chofujuki à Nagano sous le nom de Nendaï (Nodo), où il créa son école. Il n'enseigna qu'à quatorze élèves avant sa mort.

### Postérité
Sōma Shiro Yoshimoto est parfois crédité de la création de la Isshin-ryū kusarigamajutsu, et son passage à Okinawa serait également à l'origine du nom des katas de karaté connus sous le nom de Jion dans la branche Shuri-te, toujours pratiqué (aux variantes près) au sein de différents styles.

La Nen-ryū a exercé une grande influence sur les techniques de sabre japonais, en influençant les techniques d'autres écoles ou en étant directement à l'origine de la création d'autres lignées. On peut citer parmi ces lignées : Maniwa Nen-ryū, Kaneshige Nen-ryū, Chujō-ryū, Toda-ryū, Isshin-ryū ou Ittō-ryū.